# لویزا سرورا
لویزا سرورا (انگلیسی: Luisa Cervera) بازیکن بازنشسته والیبال اهل پرو که یکی از اعضای تیم ملی والیبال زنان پرو در المپیک ۱۹۸۸ سئول بود و به مدال نقره دست یافت.